# Music from and Inspired by Spider-Man
| Оценки критиков | Оценки критиков |
| Источник        | Оценка          |
| --------------- | --------------- |
| AllMusic        | [ 1 ]           |

Music from and Inspired by Spider-Man — саундтрек к фильму «Человек-паук» (2002). Несмотря на то, что он содержит часть музыки к фильму от композитора Дэнни Эльфмана, существует более полный альбом, который Sony выпустила в том же году. Изначально в состав саундтрека также входила песня «All in the Suit That You Wear» в исполнении группы Stone Temple Pilots, однако, узнав, что она не станет заглавной темой фильма, музыканты решили оставить её себе.

## Трек-лист
Названия известны из примечаний к альбому.
| №   | Название                                                                                | Автор(ы)                                                                       | Продюсер(ы)                                  | Длительность |
| --- | --------------------------------------------------------------------------------------- | ------------------------------------------------------------------------------ | -------------------------------------------- | ------------ |
| 1.  | «Theme from Spider-Man» (Классическая музыкальная тема из телесериала)                  | Роберт Дж. Харрис, Пол Фрэнсис Уэбстер                                         |                                              | 1:01         |
| 2.  | «Hero» (Чед Крюгер при участии Джоуси Скотта)                                           | Чед Крюгер                                                                     | Чед Крюгер                                   | 3:20         |
| 3.  | «What We’re All About (Оригинальная версия)» (Sum 41 при участии Керри Кинга из Slayer) | Sum 41                                                                         | Грейг Нори, Дерик Уибли и Рик Рубин          | 3:35         |
| 4.  | «Learn to Crawl» (Black Lab)                                                            | Пол Дюрэм, Энди Эллис                                                          | Том Лорд-Элдж, Пол Дюрэм и Энди Эллис        | 3:36         |
| 5.  | «Somebody Else» (Блю)                                                                   | Блю, Питер Мур                                                                 | Джон Филдс и Блю                             | 3:38         |
| 6.  | «Bug Bytes» (Alien Ant Farm)                                                            | Alien Ant Farm                                                                 | Джеймс Мюррей и Alien Ant Farm               | 3:32         |
| 7.  | «Blind» (Default)                                                                       | Джереми Джеймс Хора, Чед Крюгер и Default                                      | Чед Крюгер                                   | 3:11         |
| 8.  | «Bother» (Кори Тейлор)                                                                  | Кори Тейлор                                                                    | Джеймс «Джимбо» Бартон и Кори Тейлор         | 4:00         |
| 9.  | «Shelter» (Greenwheel)                                                                  | Greenwheel                                                                     | Малькольм Спрингер                           | 3:32         |
| 10. | «When It Started» (The Strokes)                                                         | Джулиан Касабланкас                                                            | Гордон Рафаэль                               | 2:56         |
| 11. | «Hate to Say I Told You So» (The Hives)                                                 | Рэнди Фитцсиммонс                                                              | Пелле Гундерфельт                            | 3:22         |
| 12. | «Invisible Man» (Theory of a Deadman)                                                   | Тайлер Коннели и Чед Крюгер                                                    | Чед Крюгер и Джои Мо                         | 2:40         |
| 13. | «Undercover» (Пит Йорн)                                                                 | Пит Йорн                                                                       | Кен Эндрюс                                   | 3:59         |
| 14. | «My Nutmeg Phantasy (Микс Тома Морелло)» (Мэйси Грэй при участии Энджи Стоун и Mos Def) | Мэйси Грэй, Лонни Маршалл, Кифес Чанция, Том Рэллс, Финн Хаммер и Дэррил Сванн | Дэррил Сванн и Мэйси Грэй                    | 4:29         |
| 15. | «I - IV - V» (Injected)                                                                 | Injected                                                                       | Бутч Уолкер                                  | 3:03         |
| 16. | «She Was My Girl» (Джерри Кантрелл)                                                     | Джерри Кантрелл                                                                | Джерри Кантрелл и Джефф Томей                | 4:18         |
| 17. | «Main Titles» (Дэнни Эльфман)                                                           | Дэнни Эльфман                                                                  | Дэнни Эльфман                                | 3:42         |
| 18. | «Farewell» (Дэнни Эльфман)                                                              | Дэнни Эльфман                                                                  | Дэнни Эльфман                                | 4:43         |
| 19. | «Theme from Spider-Man» (Aerosmith)                                                     | Роберт Дж. Харрис и Пол Фрэнсис Вебстер                                        | Стивен Тайлер, Джо Перри и Марти Фредериксен | 2:57         |
| 20. | «Like A Gunshot *» (Ван Лихун)                                                          |                                                                                |                                              | 4:03         |
| 21. | «Even *» (Greyhoundz)                                                                   |                                                                                |                                              | 3:46         |
| 22. | «Dunia **» (/rif)                                                                       |                                                                                |                                              | 4:25         |

(*) Бонусный трек из азиатского издания
(**) Бонусный трек из индонезийского издания

## В других произведениях
Странный Эл Янкович выразил дань уважения фильму в своём альбоме Poodle Hat; в нём есть песня «Ode to a Superhero», которая пересказывает сюжет фильма на манер мелодии «Piano Man» от Билли Джоэла.

## Чарты
| Чарт (2002)                         | Высшая позиция |
| ----------------------------------- | -------------- |
| Австралия (ARIA)                    | 12             |
| Австрия (Ö3 Austria)                | 17             |
| Финляндия (Suomen virallinen lista) | 27             |
| Франция (SNEP)                      | 54             |
| Германия (Offizielle Top 100)       | 13             |
| Новая Зеландия (RMNZ)               | 11             |
| Швейцария (Schweizer Hitparade)     | 16             |
| США (Billboard 200)                 | 4              |
| США (Billboard Soundtrack Albums)   | 1              |

| Чарт (2002)                                     | Позиция |
| ----------------------------------------------- | ------- |
| Canadian Albums (Nielsen SoundScan)             | 34      |
| Canadian Alternative Albums (Nielsen SoundScan) | 9       |
| Canadian Metal Albums (Nielsen SoundScan)       | 6       |
| US Billboard 200                                | 80      |
| US Soundtrack Albums (Billboard)                | 4       |

## Сертификаты
| Регион                                                      | Сертификация | Продажи    |
| ----------------------------------------------------------- | ------------ | ---------- |
| США (RIAA)                                                  | Платиновый   | 1 000 000^ |
| ^ Данные о тиражах приведены только на основе сертификации. |              |            |